# Alcozauca de Guerrero
Alcozauca de Guerrero är en kommun i Mexiko.   Den ligger i delstaten Guerrero, i den sydöstra delen av landet, 240 km söder om huvudstaden Mexico City. Antalet invånare är 18 971. Arean är 55 160 kvadratkilometer.
Terrängen i Alcozauca de Guerrero är huvudsakligen bergig, men söderut är den kuperad.
Följande samhällen finns i Alcozauca de Guerrero:
- San Vicente Zoyatlán
- Tlahuapa
- Ixcuinatoyac
- Melchor Ocampo
- Lomazóyatl
- Almolonga de Ocampo
- Xonacatlán
- Acametla de Bravo
- Chimaltepec
- Pueblo de Dios
- Buena Vista
- Amapilca
- Cerro Azul
- Nuevo Zaragoza